# Constitución de Mongolia
La Constitución de Mongolia (en mongol: Монгол Улсын Үндсэн Хууль Mongol Ulsyn Ündsen Chuul’, literalmente: Gran Ley del Estado Mongol) es la ley fundamental del país de Mongolia. Fue publicada el 13 de enero de 1992 y entró en vigor el 12 de febrero del mismo año; la última enmienda fue añadida en mayo de 2011.
La constitución establece en Mongolia una democracia representativa, garantiza la libertad de religión, derechos, desplazamiento, entre otras cosas. Describe a Mongolia como una república parlamentaria con presidente como jefe del estado.
Cuenta con un preámbulo y seis capítulos divididos entre setenta artículos.

## Historia
La primera constitución en la historia de Mongolia fue publicada el 26 de noviembre de 1924, después de la muerte del último monarca mongol, Bogd Khan. Trabajos en esta constitución empezaron dos años antes. La Constitución de 1924 acababa con la monarquía e introducía el sistema republicano, se inspiraba en la Constitución de la Unión Soviética de 1924. Se hicieron enmiendas a esta constitución en 1940 y 1960. 
La Constitución actual entró en vigor el 12 de febrero de 1992 y cuenta con tres enmiendas: en 1999, 2001 y 2011.

## Contenido
Al principio de la Constitución se encuentra un corto preámbulo con la expresión «Nosotros, el Pueblo de Mongolia».

### Capítulo primero
Soberanía de Mongolia. Artículos del 1 al 13. De la independencia e integridad territorial del estado. Define los símbolos nacionales de Mongolia (bandera, emblema nacional, himno e idioma nacional). Describe también las relaciones entre el estado y la religión.

### Capítulo segundo
Derechos humanos y libertades. Artículos del 14 al 19. Garantiza los derechos humanos y las siguientes libertades ciudadanas: de religión, cultural, a agruparse, a elegir sus gobernantes y la libertad de la prensa. Define también las obligaciones ciudadanas.

### Capítulo tercero
El Sistema del Estado de Mongolia. Artículos del 20 al 56. De la estructura del gobierno y autoridades en Mongolia. Se divide en cuatro partes:

#### Parte primera
El Gran Jural del Estado (Parlamento) de Mongolia. Artículos del 20 al 29. Del poder legislativo, el cual es el Gran Jural del Estado, un parlamento unicameral que cuenta con setenta y seis diputados y cuya legislatura dura cuatro años.

#### Parte segunda
El Presidente de Mongolia. Artículos del 30 al 37. Del poder ejecutivo en la persona del presidente de Mongolia, cuya cadencia dura cinco años.

#### Parte tercera
El Gobierno (Gabinete) de Mongolia. Artículos del 38 al 46. Del poder ejecutivo en la institución del gobierno de Mongolia, cuyo jefe es el primer ministro de Mongolia. El gobierno es elegido por el parlamento y confirmado por el presidente.

#### Parte cuarta
El Poder Judicial. Artículos del 47 al 56. Del poder judicial, el cual reside en los juzgados independientes. Garantiza a los ciudadanos el derecho a defenderse. Define las competencias y reglas del Tribunal Supremo.

### Capítulo cuarto
Entidades territoriales de Mongolia. Su autoridad. Artículos del 57 al 63. Describe la división territorial del país, Mongolia se divide en veintiuna provincias llamadas aimag (en mongol: аймаг aimag). Define las competencias de las autoridades locales.

### Capítulo quinto
La Tset (Corte) Constitucional de Mongolia. Artículos del 64 al 67. Del funcionamiento, competencias y obligaciones de la Corte Constitucional, la cual cuenta con nueve miembros.

### Capítulo sexto
Enmiendas y cambios a la Constitución de Mongolia. Artículos del 68 al 70. Del procedimiento para hacer enmiendas en la Constitución. Establece también la fecha de entrar en vigor de la misma, la cual era para el día 12 de febrero de 1992 a las 12 horas.